# Châtiment moral
 (décembre 2018).
Si vous disposez d'ouvrages ou d'articles de référence ou si vous connaissez des sites web de qualité traitant du thème abordé ici, merci de compléter l'article en donnant les références utiles à sa vérifiabilité et en les liant à la section « Notes et références ».
Le châtiment moral se distingue du châtiment corporel par le fait qu'il ne cherche pas à faire souffrir physiquement le condamné. Il comprend notamment :
- l'humiliation où le condamné peut être puni selon son cas ;
- l'envoi au coin où le condamné est placé à l'angle d'une pièce pendant un certain temps ;
- les privations où le condamné peut ne pas avoir droit à quelque chose.